# Aleksandr Charitonow (hokeista)
Aleksandr Jewgienjewicz Charitonow (ros. Александр Евгеньевич Харитонов; ur. 30 marca 1976 w Moskwie) – rosyjski hokeista, reprezentant Rosji.

## Kariera
- Wiaticz Riazań (1993-1994)
- Dinamo Moskwa (1994-2000)
- Tampa Bay Lightning (2000-2001)
- Awangard Omsk (2001-2002)
- Bridgeport Sound Tigers (2002)
- New York Islanders (2002)
- Awangard Omsk (2002-2003)
- Dinamo Moskwa (2003-2008)
- Torpedo Niżny Nowogród (2008-2009)
- Sibir Nowosybirsk (2009-2010)
- Rubin Tiumeń (2010-2011)
- Sokił Kijów (2012)

Wychowanek i wieloletni zawodnik Dinama Moskwa. Od stycznia 2012 gracz ukraińskiego klubu Sokił Kijów.
Uczestniczył w turniejach Mistrzostw Świata w 2000, 2001, 2005, 2006, 2007 oraz zimowych igrzysk olimpijskich 2006.

## Sukcesy
Reprezentacyjne
- Brązowy medal Mistrzostw Świata: 2005, 2006

Klubowe
- Złoty medal Mistrzostw Rosji: 1995, 2000, 2005 z Dinamem Moskwa
- Brązowy medal mistrzostw Rosji: 1996, 1999 z Dinamem Moskwa
- Puchar Mistrzów: 2006 z Dinamem Moskwa
- Drugie miejsce w Pucharze Kontynentalnym: 2005 z Dinamem Moskwa
- Złoty medal WHL /  Puchar Bratina: 2011 z Rubinem Tiumeń
- Srebrny medal mistrzostw Ukrainy: 2012 z Sokiłem Kijów

Indywidualne
- Superliga rosyjska 1999/2000: Złoty Kask (przyznawany sześciu zawodnikom wybranym do składu gwiazd sezonu)